# Hamyeon doenda
Hamyeon doenda (하면 된다?), noto anche con il titolo internazionale Just Do It!, è un film del 2000 diretto da Park Dae-yeong.

## Trama
Una famiglia sommersa dai debiti, in seguito a un incidente improvviso, riceve dalla propria assicurazione una piccola somma di denaro; animati dal motto "facciamolo e basta!", iniziano così a procurarsi numerosi incidenti, con lo scopo di ottenere sempre più soldi.